# Negombo
Pronunciação
Negombo (em cingalês:  මීගමුව, em tâmil:  நீர்கொழும்பு) é uma importante cidade no Sri Lanka, localizada na costa oeste do país, junto à Laguna Negombo, na Província Ocidental. Negombo é conhecida por suas longas praias arenosas e indústria pesqueira. A cidade também abriga uma grande população bilíngue de católicos romanos, conhecidos como tâmis negombos, que possuem seu próprio dialeto tâmil, mas se identificam majoritariamente como sinhalas.